# Madame Firmiani

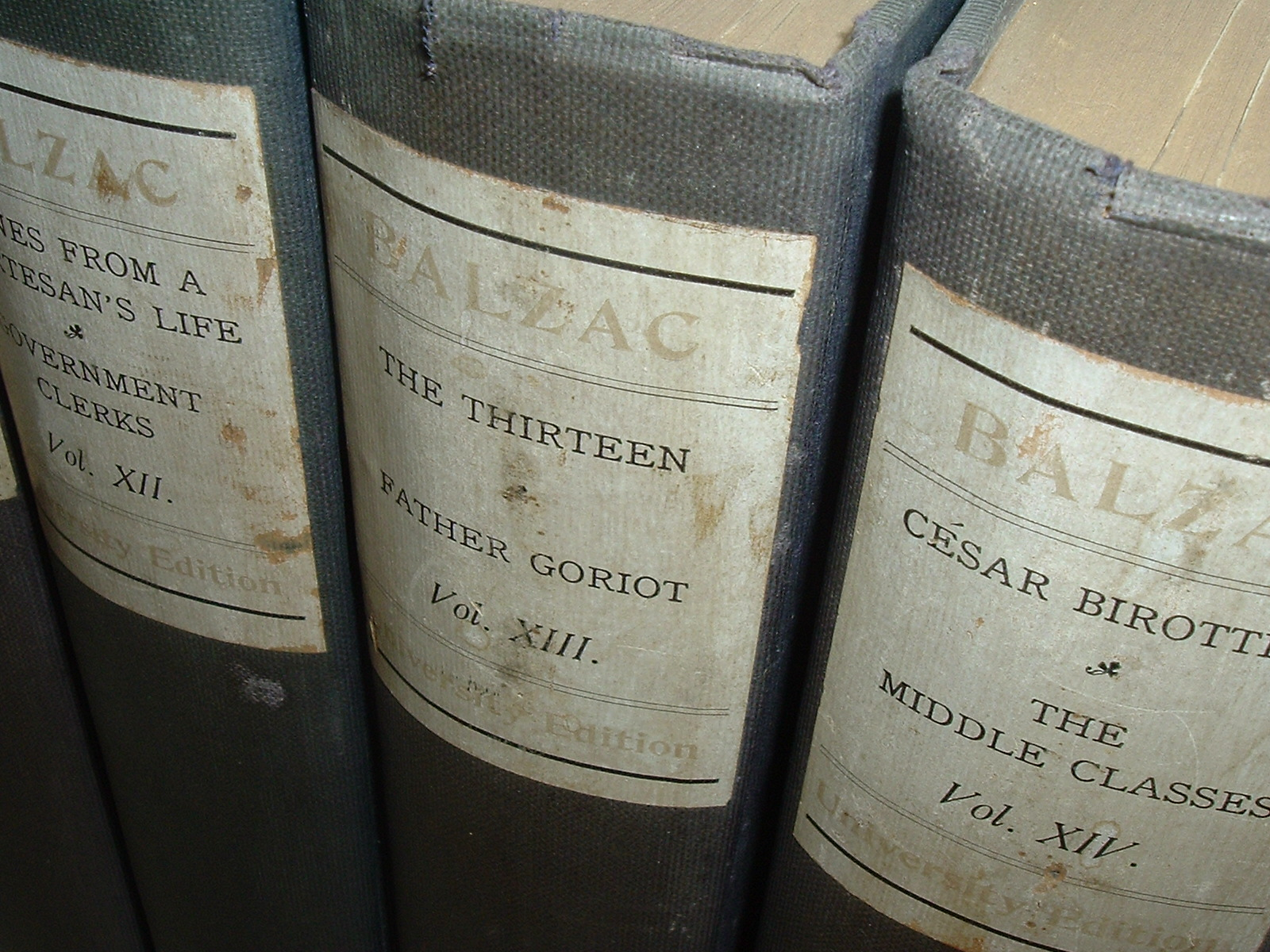

Madame Firmiani (em português A senhora Firmiani) é uma novela francesa de Honoré de Balzac, publicada inicialmente em 1832 na Revue de Paris em fevereiro, depois editada por Madame Béchet, em seguida, em 1839, pelo editor Charpentier, nas Cenas da vida parisiense. Na edição final de Furne (quarta edição de 1842), Balzac colocou-a nos Estudos de costumes na seção Cenas da vida privada da Comédia Humana.
Se esta novela não é uma obra maior de Balzac, revela a faculdade de concisão de um autor que se costuma criticar pelas longas descrições e meandros infinitos. Balzac sabia "ser breve", embora os textos publicados nos jornais costumassem se estender, por razões de rentabilidade.

## Enredo
A novela é construída em torno de três personagens: Octave de Camps (Otávio de Camps na edição brasileira organizada por Paulo Rónai), um jovem aristocrata cujo motivo de pobreza permanece um mistério até o fim da história (ele devolveu a fortuna que seu pai havia desviado); a Senhora Firmiani, mulher conscienciosa de quem se suspeita erroneamente ter arruinado Otávio, e que é, na verdade, sua esposa, pessoa de grande pureza de sentimentos, que não pode viver plenamente seu amor sabendo que o pai de seu marido arruinou uma família; por fim, o tio de Otávio, o Sr. de Bourbonne, que não deseja senão o bem a seu sobrinho e nomeia-o seu herdeiro. Investigando a situação inexplicável de seu sobrinho, o Sr. de Bourbonne descobrirá toda a história.
A novela (que Paulo Rónai considera um conto, de tão curta) começa com uma "visão caleidoscópica" da Senhora Firmiani, ou seja, ela é vista sob as perspectivas das diversas "espécies sociais": o Positivo ("um grande palacete, com salões bem mobiliados...), os Flanadores ("conheço-a bem, vou às suas recepções"), o Colegial, os Fátuos, a Implicante, os Contraditores, em suma, toda a fauna de tipos humanos da Paris daquela época. Mas nenhum deles consegue discernir a verdadeira natureza da protagonista. "A novidade consiste na apresentação da personagem principal feita de modo muito original: cada um dos interlocutores imaginários do autor revela uma das faces desse caráter misterioso que tanto menos compreendemos quanto maior o número de testemunhos a seu respeito."
A história em si do gesto nobre de Otávio por amor à Firmiani, Rónai a considera inverossímil: "Ao relatar a generosa ação praticada por Otávio de Camps sob a influência da Sra. Firmiani, em vão Balzac afirma tratar-se de episódio realmente acontecido: não ficamos bastante persuadidos."
A novela termina com um elogio à mulher, encarnada pela Senhora Firmiani, representante de "tudo o que há de bom e de belo na humanidade". A mulher é a consciência e a educadora do homem e desperta-o à honestidade: examinando sua consciência, Otávio devolve todo o dinheiro, e sente-se transformado por seu ato. "A Sra. Firmiani deu-me mais do que a felicidade, dotou-me de uma delicadeza que talvez ainda me faltasse. Por isso, apelidei-a de minha consciência, uma dessas designações de amor que correspondem a certas harmonias secretas do coração."
Esta novela exibe também um quadro da futilidade de uma sociedade pronta a caluniar, em exata simetria ao romance de O coronel Chabert. Neste é uma viúva que não consegue encontrar a prova da morte de seu marido na guerra (que na verdade não ocorreu) para receber uma herança. A Senhora Firmiani, que não sabemos se é uma vítima ou intrigante, se debate em questões jurídicas vertiginosas sobre a origem e legitimidade da fortuna. Seus problemas ilustram os efeitos de uma lei conhecida sob o nome de Milliard des émigrés, votada em 1825, e que visava indenizar os emigrados da Revolução francesa. Muito impopular, esta lei suscitou numerosos debates que Balzac relata com precisão, mantendo o necessário distanciamento de romancista.